# 項荘
項 荘（こう そう、中国語: Xiàng Zhuāng、生没年不詳）は、秦末から前漢初期にかけての楚の武将。項羽の従弟。

## 略歴
項羽の配下として従軍していた。
高祖元年（紀元前206年）12月、項羽は諸将を率いて、函谷関を突破して関中に入り、戯水の西にある戯西に布陣した。項羽は参謀の范増の勧めによって、覇上にいた劉邦を攻撃することに決めていた。
その後、項羽の叔父にあたる項伯の仲介により、劉邦が項羽のいた鴻門に謝罪に赴くことになった。この鴻門の会では項羽と項伯・范増、劉邦と劉邦の参謀である張良が座し、酒宴が開かれた。
合図を送っても、項羽が劉邦を殺そうとしないのを見て取った 范増は坐から出て、項荘を呼び寄せる。范増は、「君王（項羽）の人柄は他人にひどいことをすることに忍びない。お前は（坐に）入ったら、進んで寿を祝い終えたら、剣舞を行うことを請え。そこで、沛公（劉邦）を坐において斬り殺せ。そうしないなら、お前の一族は皆（劉邦に）いまにも捕らえられてしまうだろう」と項荘に指示する。
そこで、項荘は（項羽の）前に進んで寿を祝い、終わってから、「君王（項羽）は沛公（劉邦）と一緒にお酒をお飲みですが、軍中では何の楽しみもありません。どうか、剣を舞わせてください」と話す。項羽が承諾すると、項荘は剣を抜いて立ち上がって舞う。それを見た項伯が（項荘の意を察し、劉邦を守ろうと）、剣を抜き立ち上がって舞い、ずっと身をもって劉邦をおおいかばった。そのため、項荘は劉邦を斬ることができなかった。
項荘の劉邦を殺害しようとした意図は、張良に見破られ、張良は坐の外にある軍門にいた樊噲を呼び、樊噲が坐に乱入した、その間に劉邦は厠に行くふりをして逃走した。
項荘による劉邦暗殺は失敗に終わり、范増は坐に残った張良から、（劉邦からの贈り物である）玉斗を贈られる。范増は、その玉斗を地面に置き、剣を抜いて突き壊してしまい、「ああ、豎子はともに謀るに足らず（小僧とは計略をあわせて謀ることはできないものだ）。項王の天下を奪うものは必ず沛公（劉邦）であろう。我々は今にも、（劉邦の）捕虜となってしまうだろう」と言って、嘆いた。
以降の項荘の動向は不詳である。
奥崎裕司は、「范増が言った『あいつめ（豎子）』とは『小僧め』と訳して項羽を指す、とするのが有力であるが、それでは次の「項王」という言葉とそぐわない。しかも、項羽の目の前での言葉としては、いかに激していたとしてもふさわしくない。この『あいつめ』は先に劉邦刺殺を頼んだ項荘を指すであろう。（中略）つまり、『あいつ（項荘）め、しくじりやがって』という思いなのだ」と論じている。